# Sylwia Rzeczycka
Sylwia Rzeczycka (ur. 26 lipca 1897, zm. 11 grudnia 1981) – teozofka, wolnomularka, działaczka Polskiego Towarzystwa Teozoficznego żołnierz Armii Krajowej, uczestniczka powstania warszawskiego, działaczka Rady Pomocy Żydom przy Delegaturze Rządu na Kraj, Sprawiedliwa wśród Narodów Świata (odznaczona w 1965 r.). 
W 1926 roku ukończyła półroczny kurs w Szkole Kosmetycznej im. W. Klimeckiego w Warszawie. Przed 1939 r. działała w Klubie Politycznym Kobiet Postępowych (następnie Lidze Kobiet). W 1927 r. wstąpiła do Polskiego Towarzystwa Teozoficznego, działała także w wolnomularstwie mieszanym. W czasie okupacji należała do konspiracji zbrojnej Polskiego Państwa Podziemnego. Była zaangażowana w pomaganie Żydom w Żegocie, wyrabiając fałszywe dokumenty na polskie nazwiska. Uczestniczyła w powstaniu warszawskim jako łączniczka w batalionie „Oaza” (V Obwód Warszawskiego Okręgu AK – 5 Rejon); po jego upadku wywieziono ją do obozu w Groß-Rosen, z którego została zwolniona ze względu na zły stan zdrowia. Po wojnie osiadła w Krakowie, gdzie przebywały jej siostry. Od wiosny 1946 r. należała do PSL. W okresie wyborczym w styczniu 1947 r. zatrzymano ją w Krakowie za przynależność do tego ugrupowania. 
W 1949 r. zamieszkała na stałe w Warszawie. Po wojnie działała w siatce szpiegowskiej emigracyjnego wywiadu mjr. Andrzeja Rudolfa Czaykowskiego. Jako osobista masażystka i zaufana powierniczka Niny Andrycz, w trakcie prywatnych rozmów otrzymywała od niej informacje dotyczące jej męża, ówczesnego premiera Józefa Cyrankiewicza, oraz relacji panujących wśród najwyższych przedstawicieli komunistycznej władzy. Rzeczycka udostępniła uzyskane dane Czaykowskiemu, który wykorzystywał je w swoich raportach wywiadowczych przesyłanych do Londynu.
Za działalność wywiadowczą Wyrokiem Wojskowego Sądu Rejonowego w Warszawie 10 kwietnia 1953 roku. Rzeczycką skazano na dożywocie oraz utratę praw publicznych i obywatelskich praw honorowych na zawsze. Odbywała karę w Zakładzie Karnym w Bydgoszczy-Fordonie, opuściła więzienne mury 20 grudnia 1956 roku.

## Rodzina
Córka generała Edwarda Hejdukiewicza. Żona kapitana Konstantego Rzeczyckiego poległego w 1920 r.